# Neuroshima Hex!
Neuroshima Hex! là một trò chơi chiến thuật của Ba Lan dựa trên trò chơi RPG Neuroshima. Nó được xuất bản bởi Wydawnictwo Portal (Nhà xuất bản Portal). Các trò chơi được thiết lập trong cùng một thế giới hậu khải huyền như trò chơi RPG gốc cùng tên.